# Super 35

Comparación de los formatos verticales de las películas de 35 mm.

El Super 35 (originalmente, Superscope 235) es un formato de negativo o de película fotográfica evolucionado del formato de 35 mm. Su característica principal es que, utilizando la misma cantidad de negativo, el fotograma queda más grande, ya que utiliza el espacio normalmente reservado para la pista óptica de sonido.

## Historia
El Super 35 derivó de un formato Superscope similar llamado Superscope 235, originalmente desarrollado por los hermanos Tushinsky para la productora RKO en el año 1954. Fue usado en Hollywood por primera vez en la película de 1984 Greystoke, la leyenda de Tarzán, el rey de los monos, apareciendo en los créditos como formato Super Techniscope.  A mediados de los 90, el formato se fue popularizando, ya que las empresas de alquiler de cámaras y laboratorios fotográficos lo fueron adoptando. Hoy en día es uno de los formatos más utilizados, sobre todo en programas de televisión, videoclips musicales y anuncios publicitarios, puesto que ninguna de estas grabaciones está pensada para ser exhibida en cines y, por tanto, no necesita espacio para la pista óptica de audio.
El reputado director norteamericano James Cameron fue uno de los más firmes defensores del Super 35. Tanto es así que lo utilizó en su película The Abyss. Otro responsable de publicitar el Super 35 fue Tony Scott con su película Top Gun, puesto que con dicho formato rodó las escenas en la cabina del piloto, lo cual no hubiera podido realizarse con cámaras de 35 mm con lentes anamórficas, puesto que no hubieran cabido.